# 外渕村
外渕村（そぶつむら）は、かつて岐阜県安八郡にあった村である。
現在の大垣市外渕に該当する。

## 歴史
- 1645年（正保元年） - 外花村の東側で新田開発が行われ、南外渕新田と一本木新田ができる。
- 1665年（寛文5年） - 南外渕新田は外渕村に改称する。
- 1679年（延宝7年） - 外野村で新田開発が行われ、外渕村新田ができる。
- 1817年（文化14年） - 外渕村新田は外渕新田となる。
- 江戸時代末期、外渕新田は外花村の一部となる。
- 1874年（明治7年） - 外花村[2]から外渕新田が分離し、外渕村に編入される。
- 1889年（明治22年）7月1日 - 町村制により外渕村発足。
- 1897年（明治30年）4月1日 - 内阿原村、島里村、釜笛村、川口村と合併し、洲本村発足。同日外渕村は廃止。

## 教育
- 渕静尋常小学校（大垣市立江東小学校の前身校の一つ）